# Asthenocormus
Asthenocormus es un género extinto de peces actinopterigios prehistóricos. Fue descrito por Woodward en 1895.
Vivió por Alemania.